# 馬日磾
馬 日磾（ば じつてい、? - 194年）は、中国後漢末期の政治家・儒者。字は翁叔。司隷右扶風茂陵県の人。族父は馬融。

## 生涯
後漢の名門である馬氏の一族として生まれる。若い頃から馬融の学業を受け継ぎ、才学によって昇進した。東観において著作を仕事とし、楊彪・盧植・蔡邕らと共に『漢記』の撰輔に当たった。また、熹平4年（175年）から六経の文字を正訂する作業に加わった。その成果として開陽門外に立てられた石経（熹平石経）の礼記碑には、議郎蔡邕とともに諫議大夫馬日磾の名があったという。
中平5年（188年）、射声校尉から太尉となったが、翌年に免じられた。しかし初平2年（191年）、太常から再び太尉となった。初平3年（192年）、董卓の誅殺を嘆いた蔡邕が王允によって投獄された。馬日磾は、蔡邕が執筆を望む漢史が必ずや一代の大典になると王允に説き免罪を願ったが、受け入れられなかった。馬日磾は退席して他の人に「王公（司徒王允）の世も長かろうか。善人は国の紀であり、製作は国の典である。紀を滅ぼし典を廃して、それが久しかろうか」と告げたといわれる。
李傕が王允を殺して政権を奪うと、馬日磾は太傅・録尚書事となり、持節として山東諸侯を慰撫する役目を拝命した。当時袁術が寿春におり、朝廷は左将軍・仮節とし陽翟侯に封じていた。しかし袁術は勅命に従わず、馬日磾に強要して配下の者達を公府に辟召するよう求め、節を奪い取った。また馬日磾が退去させてほしいと願ったが、袁術は拘留して帰さず、さらに自分の軍師となるよう強要した。このため馬日磾は屈辱に憂い、憤って死去した。このとき馬日磾に辟召された人物として、孫策・華歆・朱治の名が見られる。
建安年間に入ってから、朝廷にて礼を加え葬送する議論が起きたが、孔融は馬日磾が上公の位にありながら、袁術如きに媚びたため従うことになったのだと反対し、実現させなかった。

## 名前の発音
現代中国で使われている普通話では「日」の拼音はrìであるが、金日磾と馬日磾の「日」だけはmìであり、「冪」や「密」と同じ発音になる。